# Coupe d'Asie de football des moins de 23 ans 2024
Navigation
Ouzbékistan 2022 Arabie saoudite 2026
La Coupe d'Asie de football des moins de 23 ans 2024 est la sixième édition de la compétition de football asiatique. Elle se déroule du 15 avril au 3 mai 2024 au Qatar. L'évènement est organisé par la Confédération asiatique de football (AFC).
La coupe assure également les qualifications asiatiques pour les épreuves de football masculin des Jeux olympiques d'été de 2024. Les trois meilleures équipes du tournoi sont qualifiées pour les Jeux de Paris en tant que représentants de l'AFC, et la quatrième meilleure équipe dispute un match de barrage contre la quatrième meilleure équipe de la Coupe d'Afrique des nations U23 (CAN) pour pouvoir entrer dans la compétition. Au total, 16 équipes participent à la coupe. L'Arabie Saoudite était la championne en titre, mais n'a pas réussi à défendre son titre après avoir perdu contre l'Ouzbékistan en quarts de finale, qui à son tour a perdu la finale contre le Japon dans la quête du deuxième titre pour les deux équipes.

## Sélection du pays hôte
Le Qatar est sélectionné comme hôte de la compétition par le comité des compétitions de l'AFC le 30 septembre 2022. C'est la deuxième fois que le Qatar accueille cette compétition, la première fois étant en 2016.

## Qualifications
Les matches de qualification se sont tenus entre le 6 et le 12 septembre 2023.

### Équipes qualifiées
| Équipe              | Qualifié en tant que  | Dernière participation | Total participations | Meilleure performance dans le championnat |
| ------------------- | --------------------- | ---------------------- | -------------------- | ----------------------------------------- |
| Qatar               | Pays hôte             | 2022                   | 5                    | 3e place (2018)                           |
| Jordanie (en)       | Gagnant du groupe A   | 2022                   | 6                    | 3e place (2013)                           |
| Corée du Sud        | Gagnant du groupe B   | 2022                   | 6                    | Vainqueur (2020)                          |
| Viêt Nam (en)       | Gagnant du groupe C   | 2022                   | 5                    | Finaliste (2018)                          |
| Japon               | Gagnant du groupe D   | 2022                   | 6                    | Vainqueur (2016)                          |
| Ouzbékistan         | Gagnant du groupe E   | 2022                   | 6                    | Vainqueur (2018)                          |
| Irak                | Gagnant du groupe F   | 2022                   | 6                    | Vainqueur (2013)                          |
| Émirats arabes unis | Gagnant du groupe G   | 2022                   | 5                    | Quarts de finale (2013, 2016, 2020)       |
| Thaïlande (en)      | Gagnant du groupe H   | 2022                   | 5                    | Quarts de finale (2020)                   |
| Australie           | Gagnant du groupe I   | 2022                   | 6                    | 3e place (2020)                           |
| Arabie saoudite     | Gagnant du groupe J   | 2022                   | 6                    | Vainqueur (2022)                          |
| Indonésie           | Gagnant du groupe K   | —                      | 1                    | Première participation                    |
| Koweït (en)         | Meilleur 2e de groupe | 2022                   | 3                    | 1er tour (2013, 2022)                     |
| Tadjikistan (en)    | 2e 2e de groupe       | 2022                   | 2                    | 1er tour (2022)                           |
| Chine               | 3e 2e de groupe       | 2020                   | 5                    | 1er tour (2013, 2016, 2018, 2020)         |
| Malaisie (en)       | 4e 2e de groupe       | 2022                   | 3                    | Quarts de finale (2018)                   |

## Stades
| [[Fichier:Qatar adm location map.svg\|400px\|{{#if:\|{{{alt}}}\|Coupe d'Asie de football des moins de 23 ans 2024 est dans la page Qatar.]]Al Rayyan Al Wakrah Doha | Al Rayyan                  | Al Rayyan                      |
| --- | -------------------------- | ------------------------------ |
| [[Fichier:Qatar adm location map.svg\|400px\|{{#if:\|{{{alt}}}\|Coupe d'Asie de football des moins de 23 ans 2024 est dans la page Qatar.]]Al Rayyan Al Wakrah Doha | Stade Jassim-bin-Hamad     | Stade international de Khalifa |
| [[Fichier:Qatar adm location map.svg\|400px\|{{#if:\|{{{alt}}}\|Coupe d'Asie de football des moins de 23 ans 2024 est dans la page Qatar.]]Al Rayyan Al Wakrah Doha | capacité : 15 000          | capacité : 45 857              |
| [[Fichier:Qatar adm location map.svg\|400px\|{{#if:\|{{{alt}}}\|Coupe d'Asie de football des moins de 23 ans 2024 est dans la page Qatar.]]Al Rayyan Al Wakrah Doha |                            |                                |
| [[Fichier:Qatar adm location map.svg\|400px\|{{#if:\|{{{alt}}}\|Coupe d'Asie de football des moins de 23 ans 2024 est dans la page Qatar.]]Al Rayyan Al Wakrah Doha | Doha                       | Al Wakrah                      |
| [[Fichier:Qatar adm location map.svg\|400px\|{{#if:\|{{{alt}}}\|Coupe d'Asie de football des moins de 23 ans 2024 est dans la page Qatar.]]Al Rayyan Al Wakrah Doha | Stade Abdallah-ben-Khalifa | Stade Al-Janoub                |
| [[Fichier:Qatar adm location map.svg\|400px\|{{#if:\|{{{alt}}}\|Coupe d'Asie de football des moins de 23 ans 2024 est dans la page Qatar.]]Al Rayyan Al Wakrah Doha |                            |                                |

## Tirage au sort
Le tirage au sort des groupes a eu lieu au Wyndham Doha West Bay à Doha le 23 novembre 2023.
Les 16 équipes sont réparties en quatre groupes de quatre équipes chacune, le classement étant basé sur leurs performances lors de l'édition précédente (2022). En tant qu'hôte, le Qatar était à la première position du classement.
| Groupe 1                                                   | Groupe 2                                              | Groupe 3                                                                 | Groupe 4                                                   |
| ---------------------------------------------------------- | ----------------------------------------------------- | ------------------------------------------------------------------------ | ---------------------------------------------------------- |
| 1. Qatar (hôte) 2. Arabie saoudite 3. Ouzbékistan 4. Japon | 1. Australie 2. Irak 3. Viêt Nam (en) 4. Corée du Sud | 1. Thaïlande (en) 2. Jordanie (en) 3. Émirats arabes unis 4. Koweït (en) | 1. Malaisie (en) 2. Tadjikistan (en) 3. Indonésie 4. Chine |

## Conditions
Tous les joueurs nés à partir du 1er janvier 2001 sont éligibles à participer au tournoi. Chaque équipe doit regrouper un minimum de 18 joueurs et un maximum de 23 joueurs, dont au minimum trois gardiens de but (d'après l'article 26-3 du règlement).

## Critères de départage
Les équipes sont classées selon le nombre de points qu'elles remportent (3 points pour une victoire, 1 point pour un match nul et aucun pour une défaite). En cas d'égalité de points, les critères de départage suivants sont appliqués, dans l'ordre suivant, afin déterminer le classement définitif (article 7-3 du règlement) :
1. Nombre de points remportés contre l'équipe à égalité ;
2. Différence de buts marqués contre l'équipe à égalité ;
3. Nombre de buts marqués contre l'équipe à égalité.

Si plus de deux équipes sont à égalité et qu'après application de tous les critères de confrontation ci-dessus, un sous-ensemble d'équipes est toujours à égalité, tous les critères de confrontation ci-dessus sont réappliqués exclusivement à ce sous-ensemble d'équipes ;
1. Différence de buts marqués dans tous les matches ;
2. Nombre de buts marqués dans tous les matches ;
3. Tirs au but (seulement si les deux équipes sont à égalité et qu'elles se sont rencontrées au dernier tour du groupe) ;
4. Nombre de points disciplinaires (carton jaune = 1 point, carton rouge à la suite de deux cartons jaunes = 3 points, carton rouge direct = 3 points, carton jaune suivi d'un carton rouge direct = 4 points) ;
5. Tirage au sort.

## Phase de groupes
Tous les horaires sont indiqués en heure locale (UTC+3).

### Groupe A
| Rang | Équipe    | Pts | J | G | N | P | Bp | Bc | Diff |
| ---- | --------- | --- | - | - | - | - | -- | -- | ---- |
| 1    | Qatar H   | 7   | 3 | 2 | 1 | 0 | 4  | 1  | +3   |
| 2    | Indonésie | 6   | 3 | 2 | 0 | 1 | 5  | 3  | +2   |
| 3    | Australie | 2   | 3 | 0 | 2 | 1 | 0  | 1  | -1   |
| 4    | Jordanie  | 1   | 3 | 0 | 1 | 2 | 2  | 6  | -4   |

     Équipes qualifiées ;      Équipes éliminées ; Pts = points ; J = joués ; G = gagnés ; N = nuls ; P = perdus ; H : Pays hôte

Bp = buts pour ; Bc = buts contre ; Diff = différence de buts.
| Match 1             | Australie | 0 - 0   | Jordanie (en)   | Stade Abdallah-ben-Khalifa, Doha                |                                                 |
| 15 avril 2024 16h00 |           | (0 - 0) |                 | Spectateurs : 1 356 Arbitrage : Hiroyuki Kimura | Spectateurs : 1 356 Arbitrage : Hiroyuki Kimura |
| 15 avril 2024 16h00 |           | Rapport | 32e, 82e Afaneh | Spectateurs : 1 356 Arbitrage : Hiroyuki Kimura | Spectateurs : 1 356 Arbitrage : Hiroyuki Kimura |

| Match 2             | Qatar                                | 2 - 0   | Indonésie                       | Stade Jassim-bin-Hamad, Al Rayyan                |                                                  |
| 15 avril 2024 18h30 | Ali Sabah 45+1e (pen.) · Al-Rawi 54e | (1 - 0) |                                 | Spectateurs : 8 867 Arbitrage : Nasrullo Kabirov | Spectateurs : 8 867 Arbitrage : Nasrullo Kabirov |
| 15 avril 2024 18h30 |                                      | Rapport | 14e, 46e Jenner · 90+6e Sananta | Spectateurs : 8 867 Arbitrage : Nasrullo Kabirov | Spectateurs : 8 867 Arbitrage : Nasrullo Kabirov |

| Match 9             | Indonésie | 1 - 0   | Australie | Stade Abdallah-ben-Khalifa, Doha                  |                                                   |
| 18 avril 2024 16h00 | Teguh 45e | (1 - 0) |           | Spectateurs : 2 925 Arbitrage : Majed Al-Shamrani | Spectateurs : 2 925 Arbitrage : Majed Al-Shamrani |
| 18 avril 2024 16h00 | Rapport   |         |           | Spectateurs : 2 925 Arbitrage : Majed Al-Shamrani | Spectateurs : 2 925 Arbitrage : Majed Al-Shamrani |

| Match 10            | Jordanie (en)     | 1 - 2   | Qatar                           | Stade Jassim-bin-Hamad, Al Rayyan                |                                                  |
| 18 avril 2024 18h30 | Al-Haj 52e (pen.) | (0 - 1) | 40e Al-Yazidi · 90+13e Al-Manai | Spectateurs : 8 132 Arbitrage : Sivakorn Pu-udom | Spectateurs : 8 132 Arbitrage : Sivakorn Pu-udom |
| 18 avril 2024 18h30 | Rapport           |         |                                 | Spectateurs : 8 132 Arbitrage : Sivakorn Pu-udom | Spectateurs : 8 132 Arbitrage : Sivakorn Pu-udom |

| Match 17            | Qatar   | 0 - 0   | Australie | Stade Jassim-bin-Hamad, Al Rayyan                |                                                  |
| 21 avril 2024 18h30 |         | (0 - 0) |           | Spectateurs : 6 412 Arbitrage : Rustam Lutfullin | Spectateurs : 6 412 Arbitrage : Rustam Lutfullin |
| 21 avril 2024 18h30 | Rapport |         |           | Spectateurs : 6 412 Arbitrage : Rustam Lutfullin | Spectateurs : 6 412 Arbitrage : Rustam Lutfullin |

| Match 18            | Jordanie (en)    | 1 - 4   | Indonésie                                          | Stade Abdallah-ben-Khalifa, Doha                |                                                 |
| 21 avril 2024 18h30 | Hubner 79e (csc) | (0 - 2) | 23e (pen.) 70e Ferdinan · 40e Sulaeman · 86e Teguh | Spectateurs : 5 632 Arbitrage : Ammar Ashkanani | Spectateurs : 5 632 Arbitrage : Ammar Ashkanani |
| 21 avril 2024 18h30 | Rapport          |         |                                                    | Spectateurs : 5 632 Arbitrage : Ammar Ashkanani | Spectateurs : 5 632 Arbitrage : Ammar Ashkanani |

### Groupe B
| Rang | Équipe              | Pts | J | G | N | P | Bp | Bc | Diff |
| ---- | ------------------- | --- | - | - | - | - | -- | -- | ---- |
| 1    | Corée du Sud        | 9   | 3 | 3 | 0 | 0 | 4  | 0  | +4   |
| 2    | Japon               | 6   | 3 | 2 | 0 | 1 | 3  | 1  | +2   |
| 3    | Chine               | 3   | 3 | 1 | 0 | 2 | 2  | 4  | -2   |
| 4    | Émirats arabes unis | 0   | 3 | 0 | 0 | 3 | 1  | 5  | -4   |

     Équipes qualifiées ;      Équipes éliminées ; Pts = points ; J = joués ; G = gagnés ; N = nuls ; P = perdus

Bp = buts pour ; Bc = buts contre ; Diff = différence de buts.
| Match 3             | Japon      | 1 - 0   | Chine | Stade Jassim-bin-Hamad, Al Rayyan           |                                             |
| 16 avril 2024 16h00 | Matsuki 8e | (1 - 0) |       | Spectateurs : 390 Arbitrage : Casey Reibelt | Spectateurs : 390 Arbitrage : Casey Reibelt |
| 16 avril 2024 16h00 | Nishio 17e | Rapport |       | Spectateurs : 390 Arbitrage : Casey Reibelt | Spectateurs : 390 Arbitrage : Casey Reibelt |

| Match 4             | Corée du Sud        | 1 - 0   | Émirats arabes unis | Stade Abdallah-ben-Khalifa, Doha               |                                                |
| 16 avril 2024 18h30 | Lee Young-jun 90+4e | (0 - 0) |                     | Spectateurs : 378 Arbitrage : Rustam Lutfullin | Spectateurs : 378 Arbitrage : Rustam Lutfullin |
| 16 avril 2024 18h30 | Rapport             |         |                     | Spectateurs : 378 Arbitrage : Rustam Lutfullin | Spectateurs : 378 Arbitrage : Rustam Lutfullin |

| Match 11            | Chine   | 0 - 2   | Corée du Sud          | Stade Jassim-bin-Hamad, Al Rayyan Stade Abdallah-ben-Khalifa, Doha |                                                      |
| 19 avril 2024 16h00 |         | (0 - 1) | 34e 69e Lee Young-jun | Spectateurs : 1 398 Arbitrage : Mohammed Al-Shammari               | Spectateurs : 1 398 Arbitrage : Mohammed Al-Shammari |
| 19 avril 2024 16h00 | Rapport |         |                       | Spectateurs : 1 398 Arbitrage : Mohammed Al-Shammari               | Spectateurs : 1 398 Arbitrage : Mohammed Al-Shammari |

| Match 12            | Émirats arabes unis | 0 - 2   | Japon                     | Stade Jassim-bin-Hamad, Al Rayyan                 |                                                   |
| 19 avril 2024 18h30 |                     | (0 - 1) | 27e Kimura · 66e Kawasaki | Spectateurs : 2 097 Arbitrage : Sadullo Gulmurodi | Spectateurs : 2 097 Arbitrage : Sadullo Gulmurodi |
| 19 avril 2024 18h30 | Rapport             |         |                           | Spectateurs : 2 097 Arbitrage : Sadullo Gulmurodi | Spectateurs : 2 097 Arbitrage : Sadullo Gulmurodi |

| Match 19            | Émirats arabes unis | 1 - 2   | Chine                              | Stade Abdallah-ben-Khalifa, Doha                  |                                                   |
| 22 avril 2024 16h00 | Fawzi 48e           | (0 - 2) | 24e Xie Wenneng · 45+5e Liu Zhurun | Spectateurs : 2 411 Arbitrage : Hussein Abo Yehia | Spectateurs : 2 411 Arbitrage : Hussein Abo Yehia |
| 22 avril 2024 16h00 | Rapport             |         |                                    | Spectateurs : 2 411 Arbitrage : Hussein Abo Yehia | Spectateurs : 2 411 Arbitrage : Hussein Abo Yehia |

| Match 20            | Japon   | 0 - 1   | Corée du Sud    | Stade Jassim-bin-Hamad, Al Rayyan                 |                                                   |
| 22 avril 2024 16h00 |         | (0 - 0) | 75e Kim Min-woo | Spectateurs : 2 683 Arbitrage : Majed Al-Shamrani | Spectateurs : 2 683 Arbitrage : Majed Al-Shamrani |
| 22 avril 2024 16h00 | Rapport |         |                 | Spectateurs : 2 683 Arbitrage : Majed Al-Shamrani | Spectateurs : 2 683 Arbitrage : Majed Al-Shamrani |

### Groupe C
| Rang | Équipe          | Pts | J | G | N | P | Bp | Bc | Diff |
| ---- | --------------- | --- | - | - | - | - | -- | -- | ---- |
| 1    | Irak            | 6   | 3 | 2 | 0 | 1 | 6  | 5  | +1   |
| 2    | Arabie saoudite | 6   | 3 | 2 | 0 | 1 | 10 | 4  | +6   |
| 3    | Tadjikistan     | 3   | 3 | 1 | 0 | 2 | 5  | 8  | -3   |
| 4    | Thaïlande       | 3   | 3 | 1 | 0 | 2 | 2  | 6  | -4   |

     Équipes qualifiées ;      Équipes éliminées ; Pts = points ; J = joués ; G = gagnés ; N = nuls ; P = perdus

Bp = buts pour ; Bc = buts contre ; Diff = différence de buts.
| Match 5             | Irak              | 0 - 2   | Thaïlande (en)                  | Stade Al-Janoub, Al Wakrah                       |                                                  |
| 16 avril 2024 18h30 |                   | (0 - 1) | 26e Choolthong · 65e Poeiphimai | Spectateurs : 854 Arbitrage : Ahmed Eisa Darwish | Spectateurs : 854 Arbitrage : Ahmed Eisa Darwish |
| 16 avril 2024 18h30 | Mohammed 16e, 71e | Rapport |                                 | Spectateurs : 854 Arbitrage : Ahmed Eisa Darwish | Spectateurs : 854 Arbitrage : Ahmed Eisa Darwish |

| Match 6             | Arabie saoudite                           | 4 - 2   | Tadjikistan (en)          | Stade international de Khalifa, Al Rayyan  |                                            |
| 16 avril 2024 21h00 | Hamidou 17e · Asiri 45+8e · Yahya 55e 61e | (2 - 1) | 23e Khayloev · 64e Soirov | Spectateurs : 534 Arbitrage : Ko Hyung-jin | Spectateurs : 534 Arbitrage : Ko Hyung-jin |
| 16 avril 2024 21h00 | Rapport                                   |         |                           | Spectateurs : 534 Arbitrage : Ko Hyung-jin | Spectateurs : 534 Arbitrage : Ko Hyung-jin |

| Match 13            | Thaïlande (en) | 0 - 5   | Arabie saoudite                                  | Stade international de Khalifa, Al Rayyan   |                                             |
| 19 avril 2024 18h30 |                | (0 - 3) | 4e Yahya · 45+1e Al-Ghamdi · 45+7e 49e 73e Radif | Spectateurs : 4 273 Arbitrage : Shen Yinhao | Spectateurs : 4 273 Arbitrage : Shen Yinhao |
| 19 avril 2024 18h30 | Rapport        |         |                                                  | Spectateurs : 4 273 Arbitrage : Shen Yinhao | Spectateurs : 4 273 Arbitrage : Shen Yinhao |

| Match 14            | Tadjikistan (en)                      | 2 - 4   | Irak                                                          | Stade Al-Janoub, Al Wakrah                  |                                             |
| 19 avril 2024 21h00 | Soirov 45+9e (pen.) · Madaminov 90+5e | (1 - 2) | 14e Maslookhi · 22e (pen.) Jasim · 56e Hameed · 87e Al-Kinani | Spectateurs : 4 273 Arbitrage : Shaun Evans | Spectateurs : 4 273 Arbitrage : Shaun Evans |
| 19 avril 2024 21h00 | Rapport                               |         |                                                               | Spectateurs : 4 273 Arbitrage : Shaun Evans | Spectateurs : 4 273 Arbitrage : Shaun Evans |

| Match 21            | Thaïlande (en) | 0 - 1   | Tadjikistan (en) | Stade Al-Janoub, Al Wakrah                     |                                                |
| 22 avril 2024 18h30 |                | (0 - 0) | 90+1e Safarov    | Spectateurs : 1 498 Arbitrage : Yahya Al-Mulla | Spectateurs : 1 498 Arbitrage : Yahya Al-Mulla |
| 22 avril 2024 18h30 | Rapport        |         |                  | Spectateurs : 1 498 Arbitrage : Yahya Al-Mulla | Spectateurs : 1 498 Arbitrage : Yahya Al-Mulla |

| Match 22            | Arabie saoudite         | 1 - 2   | Irak                             | Stade international de Khalifa, Al Rayyan       |                                                 |
| 22 avril 2024 18h30 | Al-Ghamdi 45+10e (pen.) | (1 - 1) | 45+1e (pen.) Jasim · 63e Saadoun | Spectateurs : 4 662 Arbitrage : Hiroyuki Kimura | Spectateurs : 4 662 Arbitrage : Hiroyuki Kimura |
| 22 avril 2024 18h30 | Rapport                 |         |                                  | Spectateurs : 4 662 Arbitrage : Hiroyuki Kimura | Spectateurs : 4 662 Arbitrage : Hiroyuki Kimura |

### Groupe D
| Rang | Équipe      | Pts | J | G | N | P | Bp | Bc | Diff |
| ---- | ----------- | --- | - | - | - | - | -- | -- | ---- |
| 1    | Ouzbékistan | 9   | 3 | 3 | 0 | 0 | 10 | 0  | +10  |
| 2    | Viêt Nam    | 6   | 3 | 2 | 0 | 1 | 5  | 4  | +1   |
| 3    | Koweït      | 3   | 3 | 1 | 0 | 2 | 3  | 9  | -6   |
| 4    | Malaisie    | 0   | 3 | 0 | 0 | 3 | 1  | 6  | -5   |

     Équipes qualifiées ;      Équipes éliminées ; Pts = points ; J = joués ; G = gagnés ; N = nuls ; P = perdus

Bp = buts pour ; Bc = buts contre ; Diff = différence de buts.
| Match 7             | Ouzbékistan                             | 2 - 0   | Malaisie (en) | Stade international de Khalifa, Al Rayyan           |                                                     |
| 17 avril 2024 16h00 | Jaloliddinov 11e (pen.) · Khoshimov 83e | (1 - 0) |               | Spectateurs : 3 113 Arbitrage : Ahmed Faisal Al-Ali | Spectateurs : 3 113 Arbitrage : Ahmed Faisal Al-Ali |
| 17 avril 2024 16h00 | Rapport                                 |         |               | Spectateurs : 3 113 Arbitrage : Ahmed Faisal Al-Ali | Spectateurs : 3 113 Arbitrage : Ahmed Faisal Al-Ali |

| Match 8             | Viêt Nam (en)                              | 3 - 1   | Koweït (en)           | Stade Al-Janoub, Al Wakrah                     |                                                |
| 17 avril 2024 18h30 | Nguyễn Văn Tùng 45+1e · Bùi Vĩ Hào 47e 76e | (1 - 1) | 45+9e (pen.) Al-Awadi | Spectateurs : 394 Arbitrage : Abdulla Al-Marri | Spectateurs : 394 Arbitrage : Abdulla Al-Marri |
| 17 avril 2024 18h30 | Nguyễn Ngọc Thắng 45+7e                    | Rapport | 31e Kameel            | Spectateurs : 394 Arbitrage : Abdulla Al-Marri | Spectateurs : 394 Arbitrage : Abdulla Al-Marri |

| Match 15            | Malaisie (en) | 0 - 2   | Viêt Nam (en)                                       | Stade international de Khalifa, Al Rayyan         |                                                   |
| 20 avril 2024 16h00 |               | (0 - 1) | 39e Khuất Văn Khang · 60e (pen.) Võ Hoàng Minh Khoa | Spectateurs : 2 456 Arbitrage : Mooud Bonyadifard | Spectateurs : 2 456 Arbitrage : Mooud Bonyadifard |
| 20 avril 2024 16h00 | Rapport       |         |                                                     | Spectateurs : 2 456 Arbitrage : Mooud Bonyadifard | Spectateurs : 2 456 Arbitrage : Mooud Bonyadifard |

| Match 16            | Koweït (en)   | 0 - 5   | Ouzbékistan                                                                         | Stade Al-Janoub, Al Wakrah                   |                                              |
| 20 avril 2024 18h30 |               | (0 - 1) | 32e Davronov · 49e Khamraliev · 55e Erkinov · 86e (pen.) Kholmatov · 90+6e Norchaev | Spectateurs : 3 113 Arbitrage : Hanna Hattab | Spectateurs : 3 113 Arbitrage : Hanna Hattab |
| 20 avril 2024 18h30 | Al-Taweel 71e | Rapport |                                                                                     | Spectateurs : 3 113 Arbitrage : Hanna Hattab | Spectateurs : 3 113 Arbitrage : Hanna Hattab |

| Match 23            | Koweït (en)                           | 2 - 1   | Malaisie (en) | Stade Al-Janoub, Al Wakrah                |                                           |
| 23 avril 2024 18h30 | Al-Awadi 45+14e (pen.) · Al-Qaisi 60e | (1 - 0) | 63e Azim      | Spectateurs : 3 064 Arbitrage : Alex King | Spectateurs : 3 064 Arbitrage : Alex King |
| 23 avril 2024 18h30 | Al-Awadi 84e                          | Rapport | 45e Izhan     | Spectateurs : 3 064 Arbitrage : Alex King | Spectateurs : 3 064 Arbitrage : Alex King |

| Match 24            | Ouzbékistan                 | 3 - 0   | Viêt Nam (en) | Stade international de Khalifa, Al Rayyan    |                                              |
| 23 avril 2024 18h30 | Odilov 4e 40e · Jiyanov 36e | (3 - 0) |               | Spectateurs : 2 817 Arbitrage : Kim Woo-Sung | Spectateurs : 2 817 Arbitrage : Kim Woo-Sung |
| 23 avril 2024 18h30 | Rapport                     |         |               | Spectateurs : 2 817 Arbitrage : Kim Woo-Sung | Spectateurs : 2 817 Arbitrage : Kim Woo-Sung |

## Matchs à élimination directe
Lors des matches éliminatoires, des prolongations et des tirs au but peuvent être utilisés pour déterminer le vainqueur si nécessaire.
|  | Quarts de finale                                              | Quarts de finale                                      | Quarts de finale                                      | Quarts de finale                                      |            |           | Demi-finales                                          | Demi-finales                                          | Demi-finales                                          | Demi-finales                                          |                                                   |                                                   | Finale                                            | Finale                                            | Finale                                            | Finale                                            |
|  |                                                               |                                                       |                                                       |                                                       |            |           |                                                       |                                                       |                                                       |                                                       |                                                   |                                                   |                                                   |                                                   |                                                   |                                                   |
|  | Q1 - 25 avril 2024, Stade Jassim-bin-Hamad, Al Rayyan         | Q1 - 25 avril 2024, Stade Jassim-bin-Hamad, Al Rayyan | Q1 - 25 avril 2024, Stade Jassim-bin-Hamad, Al Rayyan | Q1 - 25 avril 2024, Stade Jassim-bin-Hamad, Al Rayyan |            |           | D1 - 29 avril 2024, Stade Jassim-bin-Hamad, Al Rayyan | D1 - 29 avril 2024, Stade Jassim-bin-Hamad, Al Rayyan | D1 - 29 avril 2024, Stade Jassim-bin-Hamad, Al Rayyan | D1 - 29 avril 2024, Stade Jassim-bin-Hamad, Al Rayyan |                                                   |                                                   | F - 3 mai 2024, Stade Jassim-bin-Hamad, Al Rayyan | F - 3 mai 2024, Stade Jassim-bin-Hamad, Al Rayyan | F - 3 mai 2024, Stade Jassim-bin-Hamad, Al Rayyan | F - 3 mai 2024, Stade Jassim-bin-Hamad, Al Rayyan |
|  | Q1 - 25 avril 2024, Stade Jassim-bin-Hamad, Al Rayyan         | Q1 - 25 avril 2024, Stade Jassim-bin-Hamad, Al Rayyan | Q1 - 25 avril 2024, Stade Jassim-bin-Hamad, Al Rayyan | Q1 - 25 avril 2024, Stade Jassim-bin-Hamad, Al Rayyan |            |           | D1 - 29 avril 2024, Stade Jassim-bin-Hamad, Al Rayyan | D1 - 29 avril 2024, Stade Jassim-bin-Hamad, Al Rayyan | D1 - 29 avril 2024, Stade Jassim-bin-Hamad, Al Rayyan | D1 - 29 avril 2024, Stade Jassim-bin-Hamad, Al Rayyan |                                                   |                                                   | F - 3 mai 2024, Stade Jassim-bin-Hamad, Al Rayyan | F - 3 mai 2024, Stade Jassim-bin-Hamad, Al Rayyan | F - 3 mai 2024, Stade Jassim-bin-Hamad, Al Rayyan | F - 3 mai 2024, Stade Jassim-bin-Hamad, Al Rayyan |
|  | 1er Grp A                                                     | Qatar                                                 | 2                                                     | 2                                                     |            |           | D1 - 29 avril 2024, Stade Jassim-bin-Hamad, Al Rayyan | D1 - 29 avril 2024, Stade Jassim-bin-Hamad, Al Rayyan | D1 - 29 avril 2024, Stade Jassim-bin-Hamad, Al Rayyan | D1 - 29 avril 2024, Stade Jassim-bin-Hamad, Al Rayyan |                                                   |                                                   | F - 3 mai 2024, Stade Jassim-bin-Hamad, Al Rayyan | F - 3 mai 2024, Stade Jassim-bin-Hamad, Al Rayyan | F - 3 mai 2024, Stade Jassim-bin-Hamad, Al Rayyan | F - 3 mai 2024, Stade Jassim-bin-Hamad, Al Rayyan |
|  | 1er Grp A                                                     | Qatar                                                 | 2                                                     | 2                                                     |            |           | D1 - 29 avril 2024, Stade Jassim-bin-Hamad, Al Rayyan | D1 - 29 avril 2024, Stade Jassim-bin-Hamad, Al Rayyan | D1 - 29 avril 2024, Stade Jassim-bin-Hamad, Al Rayyan | D1 - 29 avril 2024, Stade Jassim-bin-Hamad, Al Rayyan |                                                   |                                                   | F - 3 mai 2024, Stade Jassim-bin-Hamad, Al Rayyan | F - 3 mai 2024, Stade Jassim-bin-Hamad, Al Rayyan | F - 3 mai 2024, Stade Jassim-bin-Hamad, Al Rayyan | F - 3 mai 2024, Stade Jassim-bin-Hamad, Al Rayyan |
|  | 2e Grp B                                                      | Japon                                                 | 4 ap                                                  | 4 ap                                                  |            |           | D1 - 29 avril 2024, Stade Jassim-bin-Hamad, Al Rayyan | D1 - 29 avril 2024, Stade Jassim-bin-Hamad, Al Rayyan | D1 - 29 avril 2024, Stade Jassim-bin-Hamad, Al Rayyan | D1 - 29 avril 2024, Stade Jassim-bin-Hamad, Al Rayyan |                                                   |                                                   | F - 3 mai 2024, Stade Jassim-bin-Hamad, Al Rayyan | F - 3 mai 2024, Stade Jassim-bin-Hamad, Al Rayyan | F - 3 mai 2024, Stade Jassim-bin-Hamad, Al Rayyan | F - 3 mai 2024, Stade Jassim-bin-Hamad, Al Rayyan |
|  | 2e Grp B                                                      | Japon                                                 | 4 ap                                                  | 4 ap                                                  | V 1er Qrt  | Japon     | 2                                                     | 2                                                     |                                                       |                                                       |                                                   |                                                   | F - 3 mai 2024, Stade Jassim-bin-Hamad, Al Rayyan | F - 3 mai 2024, Stade Jassim-bin-Hamad, Al Rayyan | F - 3 mai 2024, Stade Jassim-bin-Hamad, Al Rayyan | F - 3 mai 2024, Stade Jassim-bin-Hamad, Al Rayyan |
|  | Q2 - 26 avril 2024, Stade Al-Janoub, Al Wakrah                |                                                       |                                                       |                                                       | V 1er Qrt  | Japon     | 2                                                     | 2                                                     |                                                       |                                                       |                                                   |                                                   | F - 3 mai 2024, Stade Jassim-bin-Hamad, Al Rayyan | F - 3 mai 2024, Stade Jassim-bin-Hamad, Al Rayyan | F - 3 mai 2024, Stade Jassim-bin-Hamad, Al Rayyan | F - 3 mai 2024, Stade Jassim-bin-Hamad, Al Rayyan |
|  |                                                               |                                                       | V 2e Qrt                                              | Irak                                                  | 0          | 0         |                                                       |                                                       |                                                       |                                                       |                                                   |                                                   | F - 3 mai 2024, Stade Jassim-bin-Hamad, Al Rayyan | F - 3 mai 2024, Stade Jassim-bin-Hamad, Al Rayyan | F - 3 mai 2024, Stade Jassim-bin-Hamad, Al Rayyan | F - 3 mai 2024, Stade Jassim-bin-Hamad, Al Rayyan |
|  | 1er Grp C                                                     | Irak                                                  | V 2e Qrt                                              | Irak                                                  | 0          | 0         | 1                                                     | 1                                                     |                                                       |                                                       |                                                   |                                                   | F - 3 mai 2024, Stade Jassim-bin-Hamad, Al Rayyan | F - 3 mai 2024, Stade Jassim-bin-Hamad, Al Rayyan | F - 3 mai 2024, Stade Jassim-bin-Hamad, Al Rayyan | F - 3 mai 2024, Stade Jassim-bin-Hamad, Al Rayyan |
|  | 1er Grp C                                                     | Irak                                                  | D2 - 29 avril 2024, Stade Abdallah-ben-Khalifa, Doha  |                                                       |            |           | 1                                                     | 1                                                     |                                                       |                                                       |                                                   |                                                   | F - 3 mai 2024, Stade Jassim-bin-Hamad, Al Rayyan | F - 3 mai 2024, Stade Jassim-bin-Hamad, Al Rayyan | F - 3 mai 2024, Stade Jassim-bin-Hamad, Al Rayyan | F - 3 mai 2024, Stade Jassim-bin-Hamad, Al Rayyan |
|  | 2e Grp D                                                      | Viêt Nam (en)                                         | 0                                                     | 0                                                     |            |           |                                                       |                                                       |                                                       |                                                       |                                                   |                                                   | F - 3 mai 2024, Stade Jassim-bin-Hamad, Al Rayyan | F - 3 mai 2024, Stade Jassim-bin-Hamad, Al Rayyan | F - 3 mai 2024, Stade Jassim-bin-Hamad, Al Rayyan | F - 3 mai 2024, Stade Jassim-bin-Hamad, Al Rayyan |
|  | 2e Grp D                                                      | Viêt Nam (en)                                         | 0                                                     | 0                                                     | V 1re Demi | Japon     | 1                                                     | 1                                                     |                                                       |                                                       |                                                   |                                                   |                                                   |                                                   |                                                   |                                                   |
|  | Q3 - 25 avril 2024, Stade Abdallah-ben-Khalifa, Doha          |                                                       |                                                       |                                                       | V 1re Demi | Japon     | 1                                                     | 1                                                     |                                                       |                                                       |                                                   |                                                   |                                                   |                                                   |                                                   |                                                   |
|  |                                                               |                                                       | V 2e Demi                                             | Ouzbékistan                                           | 0          | 0         |                                                       |                                                       |                                                       |                                                       |                                                   |                                                   |                                                   |                                                   |                                                   |                                                   |
|  | 1er Grp B                                                     | Corée du Sud                                          | V 2e Demi                                             | Ouzbékistan                                           | 0          | 0         | 2 ap (10)                                             | 2 ap (10)                                             |                                                       |                                                       |                                                   |                                                   |                                                   |                                                   |                                                   |                                                   |
|  | 1er Grp B                                                     | Corée du Sud                                          |                                                       |                                                       |            |           |                                                       |                                                       |                                                       |                                                       |                                                   |                                                   |                                                   |                                                   |                                                   |                                                   |
|  | 2e Grp A                                                      | Indonésie                                             | 2 tab (11)                                            | 2 tab (11)                                            |            |           |                                                       |                                                       |                                                       |                                                       |                                                   |                                                   |                                                   |                                                   |                                                   |                                                   |
|  | 2e Grp A                                                      | Indonésie                                             | 2 tab (11)                                            | 2 tab (11)                                            | V 3e Qrt   | Indonésie | 0                                                     | 0                                                     | Match pour la troisième place                         | Match pour la troisième place                         | Match pour la troisième place                     | Match pour la troisième place                     |                                                   |                                                   |                                                   |                                                   |
|  | Q4 - 26 avril 2024, Stade international de Khalifa, Al Rayyan |                                                       |                                                       |                                                       | V 3e Qrt   | Indonésie | 0                                                     | 0                                                     | Match pour la troisième place                         | Match pour la troisième place                         | Match pour la troisième place                     | Match pour la troisième place                     |                                                   |                                                   |                                                   |                                                   |
|  |                                                               |                                                       | V 4e Qrt                                              | Ouzbékistan                                           | 2          | 2         |                                                       |                                                       | PF - 2 mai 2024, Stade Abdallah-ben-Khalifa, Doha     | PF - 2 mai 2024, Stade Abdallah-ben-Khalifa, Doha     | PF - 2 mai 2024, Stade Abdallah-ben-Khalifa, Doha | PF - 2 mai 2024, Stade Abdallah-ben-Khalifa, Doha |                                                   |                                                   |                                                   |                                                   |
|  | 1er Grp D                                                     | Ouzbékistan                                           | V 4e Qrt                                              | Ouzbékistan                                           | 2          | 2         | 2                                                     | 2                                                     | PF - 2 mai 2024, Stade Abdallah-ben-Khalifa, Doha     | PF - 2 mai 2024, Stade Abdallah-ben-Khalifa, Doha     | PF - 2 mai 2024, Stade Abdallah-ben-Khalifa, Doha | PF - 2 mai 2024, Stade Abdallah-ben-Khalifa, Doha |                                                   |                                                   |                                                   |                                                   |
|  | 1er Grp D                                                     | Ouzbékistan                                           |                                                       |                                                       |            |           |                                                       | 2                                                     |                                                       |                                                       | D 1re Demi                                        | Irak                                              | 2 ap                                              | 2 ap                                              |                                                   |                                                   |
|  | 2e Grp C                                                      | Arabie saoudite                                       | 0                                                     | 0                                                     |            |           |                                                       |                                                       |                                                       |                                                       | D 1re Demi                                        | Irak                                              | 2 ap                                              | 2 ap                                              |                                                   |                                                   |
|  | 2e Grp C                                                      | Arabie saoudite                                       | 0                                                     | 0                                                     | D 2e Demi  | Indonésie | 1                                                     | 1                                                     |                                                       |                                                       |                                                   |                                                   |                                                   |                                                   |                                                   |                                                   |
|  |                                                               |                                                       |                                                       |                                                       |            |           |                                                       |                                                       |                                                       |                                                       |                                                   |                                                   |                                                   |                                                   |                                                   |                                                   |

### Quarts de finale
| Match 25            | Qatar                   | 2 - 4 ap              | Japon                                              | Stade Jassim-bin-Hamad, Al Rayyan            |                                              |
| 25 avril 2024 17h00 | Al-Rawi 24e · Gaber 49e | (1 - 1, 2 - 2, 2 - 3) | 2e Yamada · 67e Kimura · 101e Hosoya · 112e Uchino | Spectateurs : 9 573 Arbitrage : Hanna Hattab | Spectateurs : 9 573 Arbitrage : Hanna Hattab |
| 25 avril 2024 17h00 | Baliadeh 41e            | Rapport               |                                                    | Spectateurs : 9 573 Arbitrage : Hanna Hattab | Spectateurs : 9 573 Arbitrage : Hanna Hattab |

| Match 26            | Corée du Sud | 2 - 2 ap              | Indonésie                                                                                                | Stade Abdallah-ben-Khalifa, Doha            |                                             |
| 25 avril 2024 20h30 | Teguh 45e (csc) · Jung Sang-bin 84e | (1 - 2, 2 - 2, 2 - 2) | 15e 45+3e Struick                                                                                        | Spectateurs : 9 105 Arbitrage : Shaun Evans | Spectateurs : 9 105 Arbitrage : Shaun Evans |
| 25 avril 2024 20h30 | Lee Young-jun 70e | Rapport               | | Spectateurs : 9 105 Arbitrage : Shaun Evans | Spectateurs : 9 105 Arbitrage : Shaun Evans |
| 25 avril 2024 20h30 | Kim Min-woo · Lee Kang-hee · Hwang Jae-won · Paik Sang-hoon · Byun Joon-soo · Kang Sang-yoon · Jung Sang-bin · Hong Yun-sang · Cho Hyun-taek · Baek Jong-bum · Kim Min-woo · Lee Kang-hee | Tirs au but 10 - 11   | Sananta · Arhan · Struick · Ferdinan · Hubner · Fikri · Sroyer · Ridho · Ferarri · Ari · Sananta · Arhan | Spectateurs : 9 105 Arbitrage : Shaun Evans | Spectateurs : 9 105 Arbitrage : Shaun Evans |

| Match 27            | Ouzbékistan                       | 2 - 0   | Arabie saoudite  | Stade international de Khalifa, Al Rayyan           |                                                     |
| 26 avril 2024 17h00 | Norchaev 45+2e · Rahmonaliyev 84e | (1 - 0) |                  | Spectateurs : 5 379 Arbitrage : Ahmed Faisal Al-Ali | Spectateurs : 5 379 Arbitrage : Ahmed Faisal Al-Ali |
| 26 avril 2024 17h00 |                                   | Rapport | 45+6e, 70e Yahya | Spectateurs : 5 379 Arbitrage : Ahmed Faisal Al-Ali | Spectateurs : 5 379 Arbitrage : Ahmed Faisal Al-Ali |

| Match 28            | Irak             | 1 - 0   | Viêt Nam (en)          | Stade Al-Janoub, Al Wakrah                   |                                              |
| 26 avril 2024 20h30 | Jasim 64e (pen.) | (0 - 0) |                        | Spectateurs : 3 182 Arbitrage : Ko Hyung-jin | Spectateurs : 3 182 Arbitrage : Ko Hyung-jin |
| 26 avril 2024 20h30 |                  | Rapport | 90+1e Nguyễn Mạnh Hưng | Spectateurs : 3 182 Arbitrage : Ko Hyung-jin | Spectateurs : 3 182 Arbitrage : Ko Hyung-jin |

### Demi-finales
Les gagnants participent aux Jeux olympiques d'été de Paris.
| Match 29            | Indonésie | 0 - 2   | Ouzbékistan                    | Stade Abdallah-ben-Khalifa, Doha            |                                             |
| 29 avril 2024 16h00 |           | (0 - 0) | 68e Norchaev · 86e (csc) Arhan | Spectateurs : 8 792 Arbitrage : Shen Yinhao | Spectateurs : 8 792 Arbitrage : Shen Yinhao |
| 29 avril 2024 16h00 | Ridho 84e | Rapport |                                | Spectateurs : 8 792 Arbitrage : Shen Yinhao | Spectateurs : 8 792 Arbitrage : Shen Yinhao |

| Match 30            | Japon                  | 2 - 0   | Irak | Stade Jassim-bin-Hamad, Al Rayyan           |                                             |
| 29 avril 2024 19h30 | Hosoya 28e · Araki 42e | (2 - 0) |      | Spectateurs : 6 405 Arbitrage : Shaun Evans | Spectateurs : 6 405 Arbitrage : Shaun Evans |
| 29 avril 2024 19h30 | Rapport                |         |      | Spectateurs : 6 405 Arbitrage : Shaun Evans | Spectateurs : 6 405 Arbitrage : Shaun Evans |

### Petite finale
Le gagnant se qualifie pour les Jeux olympiques d'été de Paris. Le perdant participe à un match de barrage contre la Guinée.
| Match 31         | Irak                    | 2 - 1 ap              | Indonésie  | Stade Abdallah-ben-Khalifa, Doha                  |                                                   |
| 2 mai 2024 17h30 | Tahseen 27e · Jasim 96e | (1 - 1, 1 - 1, 2 - 1) | 19e Jenner | Spectateurs : 8 090 Arbitrage : Majed Al-Shamrani | Spectateurs : 8 090 Arbitrage : Majed Al-Shamrani |
| 2 mai 2024 17h30 | Rapport                 |                       |            | Spectateurs : 8 090 Arbitrage : Majed Al-Shamrani | Spectateurs : 8 090 Arbitrage : Majed Al-Shamrani |

### Finale
| Match 32         | Japon        | 1 - 0   | Ouzbékistan | Stade Jassim-bin-Hamad, Al Rayyan                  |                                                    |
| 3 mai 2024 17h30 | Yamada 90+1e | (0 - 0) |             | Spectateurs : 12 276 Arbitrage : Mooud Bonyadifard | Spectateurs : 12 276 Arbitrage : Mooud Bonyadifard |
| 3 mai 2024 17h30 | Rapport      |         |             | Spectateurs : 12 276 Arbitrage : Mooud Bonyadifard | Spectateurs : 12 276 Arbitrage : Mooud Bonyadifard |

## Équipes qualifiées pour les Jeux olympiques d'été de 2024
| Équipe      | Épreuve de qualification           | Date          | Dernière(s) participation(s) aux Jeux olympiques d'été                |
| ----------- | ---------------------------------- | ------------- | --------------------------------------------------------------------- |
| Ouzbékistan | Finaliste                          | 29 avril 2024 | 0 (début)                                                             |
| Japon       | Finaliste                          | 29 avril 2024 | 11 (1936, 1956, 1964, 1968, 1996, 2000, 2004, 2008, 2012, 2016, 2021) |
| Irak        | 3e (Vainqueur de la petite finale) | 2 mai 2024    | 5 (1980, 1984, 1988, 2004, 2016)                                      |

L'italique indique les hôtes pour cette année-là.